# Елизабет Ворен
Елизабет Ворен (22. јуна 1949) је америчка професорка права, политичарка и актуелна сенаторка из Масачусетса. 
Члан је Демократске странке.